# 360 a. C.
El año 360 a. C. fue un año del calendario romano prejuliano. En el Imperio romano se conocía como el Año del Consulado de Ambusto y Visolo (o menos frecuentemente, año 392 Ab urbe condita). 

## Acontecimientos

### Egipto
- Con la ayuda del rey Agesilao II de Esparta, Nectanebo II depone a Teos y se convierte en rey de Egipto. Teos huye a Susa y hace la paz con los persas. Nectanebo II paga a los espartanos 230 talentos por su ayuda.

### Grecia
- El rey de Esparta, Agesilao II, muere en Cirene, Cirenaica, en su camino hacia Grecia desde Egipto. Le sucede su hijo Arquidamo III como rey euripóntida de Esparta.
- Al tiempo que los ilirios atacan a los molosios, el rey molosio Arribas trae a su pueblo no combatiente a la seguridad en otros lados. Cuando los ilirios han acabado de saquear, se ven cargados con su botín y así fácilmente son derrotados por los molosios.

### República romana
- Los galos alcanzan de nuevo las puertas de Roma, pero son derrotados otra vez.

### Resto del Mundo
- Mausolo, sátrapa persa de Caria, en Asia Menor, ordena la construcción de su suntuosa tumba, que será conocida como una de las siete maravillas del mundo: estaba construida completamente en mármol, tenía dos pisos y medía 49 metros de altura.[1]

## Nacimientos
- Arquidamo III, rey espartano (f. 338 a. C.).
- Calístenes de Olinto, historiador griego (m. 328 a. C.)
- Pirrón de Elis, filósofo escéptico griego (m. h. 270 a. C.)

## Fallecimientos
- Pagondas, político y beotarca tebano (n. 434 a. C.)

## Arte y literatura
- Platón escribe los diálogos Timeo y Critias, mencionan por vez primera el mito de la Atlántida (Atlantis).